# Смяна на топоними в Гърция
Смяната на топонимите в Гърция е систематична подмяна на топоними с негръцка етимология с топоними с гръцка, като част от политиката и идеологията на елинизация. 
Основна част от сменените такива от 30-те години на XIX век до 1998 г. са със (славяно)българска етимология. Благовидният предлог за смяната им е, че те са намерени за „лоши гръцки“. Друг тип сменени имена са албано-османските (арванитските) топоси. Повечето от промените на географските и топографските имена са в Северна Гърция, а друга – в Континентална Гърция, на арванитските селища. Тези топоси масово са заместени с имена от Класическа Гърция. 
Използването на негръцките имена и топоними е наказуемо съгласно гръцкото законодателство. 
Процесът реално стартира с излизането на труда на Якоб Фалмерайер – За произхода на днешните гърци (1835). През 1832 г., преиздадена в 1844 г., излиза и първата съвременна географска карта на Европейска Турция, поставена изцяло на научна основа. Картата отбелязва основните топоними на територията на новообразуваното Кралство Гърция в Континентална Гърция (Румели), сред които личат и имената Градица, Бодоница, Лепотина, Селица, Меденико, Воница.  Най-вече в реакция на теорията на Фалмерайер, политиката на младото гръцко кралство след края на т.нар. баварократия, кампанийно и системно пристъпва към смяна на имена и топоними. Този процес продължава след присъединяването към Гърция на Тесалия (1881), Епир (1912), Егейска Македония (1913) и Западна Тракия (1920). През 1909 г. назначената от правителството комисия по топонимите докладва, че името на едно на всеки три гръцки села (т.е. 30%) трябва да бъде сменено – смятало се, че в 1500 от всичките 5069 гръцки села се говорел „варварски език“. Гръцкото правителство преименува административно имената на много селища и местности, заменяйки ги с древногръцки.  Всички негръцки имена са заличавани систематично.  След т.нар. малоазийска катастрофа, много исторически гръцки имена от Мала Азия са въведени в региони заселени с бежанци от Анатолия. Много народни гръцки имена на димотики са заменени с такива на катаревуса, т.е. те са със сменена морфология. Този процес започва през 1926 г. и продължава до 1960 г. 
Според данни на Института за новогръцки изследвания в Атина, между 1913 и 1996 г., имената на 4413 селища са сменени в Гърция. На регионално ниво тези цифри са разпределени както следва: Егейска Македония – 1805; Пелопонес – 827; Континентална Гърция – 519; Тесалия – 487; Епир – 454; Западна Тракия – 98; Крит – 97; Егейски острови – 79; Йонийски острови – 47. 
Макс Фасмер в труда си „Славяните в Гърция“ изброява 2142 (славяно)български имена на селища в Гърция през 1941 г. 